# Mythomantis
Mythomantis (лат.) — род богомолов из семейства Deroplatyidae (ранее в Angelinae из Mantidae). Известен из Юго-Восточной Азии. Род включает три вида. 

## Описание
Богомолы средних размеров (длина Mythomantis serrata около 6 см). От близких групп род отличается следующими признаками: передние ноги со сближенными смежными наружными вершинными лопастями бёдер, а второй бедренный дискальный шип длиннее первого. Крылья у самок длинные. Брюшные придатки не расширены, округлые.

## Систематика
Род включает три вида и был впервые выделен в 1916 году итальянским энтомологом Эрманно Джильо-Тосом (Giglio-Tos, 1865—1926), типовой вид Mythomantis confusa Westwood. Затем Джильо-Тос поместил его в подсемейство Fischeriinae, а в 1927 году — в Eufischeriellinae. Некоторые морфологические признаки, в первую очередь, гениталии самцов, указывают на близкое родство между Mythomantis и родами Pseudempusa и Deroplatys из Юго-Восточной Азии. Вследствие этого в 2014 году род Mythomantis перенесли из Angelinae в Deroplatyinae, а Pseudempusa из Rivetinini (Miomantinae) в Deroplatyinae, одновременно исключив Brancsikia из этого подсемейства.
- Mythomantis confusa Westwood, 1889
- Mythomantis gracilis Werner, 1922
- Mythomantis serrata Schwarz et Helmkampf, 2014[4]